# Sarocha Chankimha
 (septembre 2024).
La mise en forme du texte ne suit pas les recommandations de Wikipédia : il faut le « wikifier ».
Les points d'amélioration suivants sont les cas les plus fréquents :
- Les titres sont pré-formatés par le logiciel. Ils ne sont ni en capitales, ni en gras.
- Le texte ne doit pas être écrit en capitales (les noms de famille non plus), ni en gras, ni en italique, ni en « petit »…
- Le gras n'est utilisé que pour surligner le titre de l'article dans l'introduction, une seule fois.
- L'italique est rarement utilisé : mots en langue étrangère, titres d'œuvres, noms de bateaux, etc.
- Les citations ne sont pas en italique mais en corps de texte normal. Elles sont entourées par des guillemets français : « et ».
- Les listes à puces sont à éviter, des paragraphes rédigés étant largement préférés. Les tableaux sont à réserver à la présentation de données structurées (résultats, etc.).
- Les appels de note de bas de page (petits chiffres en exposant, introduits par l'outil «  Source ») sont à placer entre la fin de phrase et le point final[comme ça].
- Les liens internes (vers d'autres articles de Wikipédia) sont à choisir avec parcimonie. Créez des liens vers des articles approfondissant le sujet. Les termes génériques sans rapport avec le sujet sont à éviter, ainsi que les répétitions de liens vers un même terme.
- Les liens externes sont à placer uniquement dans une section « Liens externes », à la fin de l'article. Ces liens sont à choisir avec parcimonie suivant les règles définies. Si un lien sert de source à l'article, son insertion dans le texte est à faire par les notes de bas de page.
- La présentation des références doit suivre les conventions bibliographiques. Il est recommandé d'utiliser les modèles {{Ouvrage}}, {{Chapitre}}, {{Article}}, {{Lien web}} et/ou {{Bibliographie}}. Le mode d'édition visuel peut mettre en forme automatiquement les références.
- Insérer une infobox (cadre d'informations à droite) n'est pas obligatoire pour parachever la mise en page.

Pour une aide détaillée, merci de consulter Aide:Wikification.
Si vous pensez que ces points ont été résolus, vous pouvez retirer ce bandeau et améliorer la mise en forme d'un autre article.
 (septembre 2024).
Sarocha Chankimha
Sarocha Chamkimha (Thaï: สโรชา จันทร์กิมฮะ) est née le 8 août 1998. Plus connue du grand public sous le surnom de Freen (Thaï: ฟรีน), elle est une actrice, mannequin et chanteuse thaïlandaise.
Freen commence sa carrière d’actrice en obtenant des rôles au sein des séries thaïlandaises So Fit (2021) et Secret Crush on You (2022). Néanmoins, sa cote de popularité décolle grâce au personnage de Sam qu’elle incarne dans la série Gap: The Series (2022). Elle joue aussi dans plusieurs films dont le plus notable est Uranus 2324 (2024). Elle interprète également l’un des deux rôles principaux dans la série romantique et historique The Loyal Pin (2024).
Ses principaux rôles aux côtés de Becky (Rebecca Patricia Armstrong) font que toutes les deux sont davantage connues sous leurs noms conjoints « FreenBecky ».

## Jeunesse et Education
Freen est née le 8 août 1998 à Bangkok, en Thaïlande, et est la fille unique d’une famille bouddhiste. Ses parents ont divorcé lorsqu’elle était encore une enfant. Tout au long de son adolescence, elle a dû enchaîner des petits boulots pour apporter une aide financière à sa mère.
Freen a fréquenté le lycée de La Salle School de Bangkok. Pour ces études universitaires, elle a été étudiante à l’Université de Rangsit, où elle se spécialise dans le domaine des métiers de la Communication, et où elle a obtenu un bachelor spécialisé dans les Relations Publiques et la Communication Corporate. Elle aspirait a priori à une carrière dans le secteur privé. Elle a aussi obtenu les First Class Honours (équivalent d’une mention « très bien » dans les universités françaises) pour son cursus universitaire.

## Carrière
En 2016, Sarocha Chankimha participe au concours de Miss Teen Thailand où elle finit parmi les 15 dernières finalistes, ce qui lui vaut de gagner un prix. Pendant le concours, l’occasion de devenir la présentatrice de Miss Teen Thai et Girl Daily program lui est offerte,.
À l’issue de son bachelor, elle décide de poursuivre une carrière dans l’industrie du divertissement thaïlandais en participant à des auditions pour intégrer des agences de talents et elle parvient finalement à signer un contrat avec l’agence Idol Factory. Sa participation au clip vidéo « Before Rain » du chanteur thaïlandais The Toys marque ses débuts dans l’acting. En 2020, elle est l’invitée spéciale de l’émission télévisée Sosat Seoulsay.
Ses débuts d’actrice dans l’industrie des séries ou des dramas thaïlandais se font en 2021 dans la comédie romantique So Fit où elle incarne Bing, le rôle principal féminin,.
Début 2022, elle joue un personnage secondaire dans le drama Secret Crush on You,. La même année, Sarocha Chankimha gagne un grand nombre de fans grâce à son personnage de Sam dans la première girls'love série thaïlandaise Gap, qui dépasse les 800 millions de vues sur YouTube. Ses talents d’actrice lui valent dès lors une reconnaissance internationale et lui font gagner de nombreux prix ; avec sa partenaire à l’écran Rebecca Patricia Armstrong, elles deviennent plus communément désignées par le nom de « FreenBecky »,. Elle chante aussi plusieurs chansons de la bande son de Gap, notamment Whisper.
En 2024, elle signe avec The Venture Management. Sarocha Chankimha participe à la 77e édition du Festival de Cannes en mai 2024 et est l’une des lauréates dans le panel « Women in Cinéma » [litt : les femmes au cinéma] co-présenté par le Red Sea International Film Festival et le magazine Variety,. Elle joue aussi dans la romance de science-fiction Uranus 2324, le drama historique et de romance The Loyal Pin et le film Rider.

## Filmographie

### Films
| Année    | Titre         | Rôle    | Notes          | Ref.   |
| -------- | ------------- | ------- | -------------- | ------ |
| 2024     | Uranus 2324   | Lin     | Rôle principal | ,      |
| 2024     | Rider         | Pau     | Rôle principal |        |
| Inconnue | The Passenger | Inconnu | Rôle principal | [ 19 ] |

## Séries télévisées
| Année | Titre                           | Rôle                          | Notes                    | Ref.   |
| ----- | ------------------------------- | ----------------------------- | ------------------------ | ------ |
| 2021  | So Fit                          | Bing                          | Rôle principal           | [ 20 ] |
| 2022  | Secret Crush on You             | Khongkwan                     | Rôle secondaire          | [ 21 ] |
| 2022  | Gap: The Series                 | Sam (Samanan Anantrakul)      | Rôle principal           | [ 22 ] |
| 2023  | The Sign                        | Wansarat                      | Personnage non-récurrent |        |
| 2024  | Duangjai Taewaprom: Porncheewan | Jane                          | Personnage non-récurrent |        |
| 2024  | The Loyal Pin                   | Lady Pin (Pilanthita Kasidit) | Rôle principal           | [ 23 ] |

## Clips musicaux
| Année | Titre de la Chanson              | Artiste                                          | Notes                        | Ref. |
| ----- | -------------------------------- | ------------------------------------------------ | ---------------------------- | ---- |
| 2017  | « Before Rain » (ก่อนฤดูฝน)        | The Toys                                         |                              |      |
| 2018  | « Goodbye »                      | Singto Numchok                                   |                              |      |
| 2020  | นิสัยรวย                           | Nicky & Goyyog Ft. P-HOT                         |                              |      |
| 2022  | « Pink Theory » (ทฤษฎีรักนี้สีชมพู)    | En collaboration avec Rebecca Patricia Armstrong | Bande-son de Gap: The Series |      |
| 2023  | « Marry Me »                     | En collaboration avec Rebecca Patricia Armstrong | Bande-son de Gap: The Series |      |
| 2023  | « Balloon » (ผิดที่ฉันกอดเธอไม่แน่นพอ) | Playground                                       |                              |      |
| 2023  | « No More Blues »                | En collaboration avec Rebecca Patricia Armstrong | Bande-son de Gap: The Series |      |
| 2024  | « Rain » (ติดฝน) - PiXXiE         | En collaboration avec KnomJean                   | Reprise avec KnomJean        |      |
| 2024  | « มองหน้ากันไม่ติด (Awkward) »       | En collaboration avec Rebecca Patricia Armstrong | โอ๊ต ปราโมทย์ FEAT. MAIYARAP   |      |
| 2024  | « Cheevee »                      | En collaboration avec Rebecca Patricia Armstrong | Bande-son de The Loyal Pin   |      |

## Discographie
| Année | Titre de la chanson                       | Artiste                                          | Notes                                                                                       | Ref.   |
| ----- | ----------------------------------------- | ------------------------------------------------ | ------------------------------------------------------------------------------------------- | ------ |
| 2022  | « ลูกอม »                                  | En collaboration avec Rebecca Patricia Armstrong | Reprise (Chanson Originale : ลูกอม - วัชราวลี WhatChaRaWaLee)                                  |        |
| 2022  | « เอาปากกามาวง »                          | En collaboration avec Rebecca Patricia Armstrong | Reprise d'une chanson en thaï en anglais (Chanson Originale : เอาปากกามาวง - Bell Warisara) |        |
| 2022  | « Pink Theory » (ทฤษฎีรักนี้สีชมพู)             | En collaboration avec Rebecca Patricia Armstrong | Bande-son de Gap: The Series                                                                |        |
| 2022  | « คำสั่งจากหัวใจ »                           | Sarocha Chankimha                                | Bande-son de Gap: The Series                                                                | [ 24 ] |
| 2022  | « Whisper »                               | Sarocha Chankimha                                | Bande-son de Gap: The Series                                                                | [ 25 ] |
| 2022  | « Pink Theory » (ทฤษฎีรักนี้สีชมพู) (Bossa Ver) | En collaboration avec Rebecca Patricia Armstrong | Bande-son de Gap: The Series                                                                |        |
| 2023  | « No More Blues »                         | En collaboration avec Rebecca Patricia Armstrong | Bande-son de Gap: The Series                                                                |        |
| 2023  | « Marry Me »                              | En collaboration avec Rebecca Patricia Armstrong | Bande-son de Gap: The Series                                                                | [ 26 ] |
| 2024  | « ติดฝน » (rain)                           | En collaboration avec KNOMJEAN (ขนมจีน)           | Reprise (Chanson originale par PiXXiE)                                                      |        |
| 2024  | « GirlFreen »                             | Sarocha Chankimha                                | L'audio et le clip vidéo ne sont pas encore sortis officiellement                           |        |

## Concerts
| Année | Jour/Mois    | Nom                                                            | Ville                | Pays        | Localisation                            | Ref.   |
| ----- | ------------ | -------------------------------------------------------------- | -------------------- | ----------- | --------------------------------------- | ------ |
| 2023  | 10 Février   | Gap : The Debutante                                            | Bangkok              | Thaïlande   | Siam Pavalai Royal Grand Theatre        | [ 27 ] |
| 2023  | 12 Février   | Gap : The Debutante                                            | Manille              | Philippines | SM North EDSA Sky Dome                  |        |
| 2023  | 26 Mars      | FreenBecky FaBulous FanBoom                                    | Bangkok              | Thaïlande   | Thunder Dome                            | [ 28 ] |
| 2023  | 9 Avril      | FreenBecky FaBulous FanBoom                                    | Macao                | Chine       | Broadway Theatre                        |        |
| 2023  | 21 Avril     | FreenBecky FaBulous FanBoom                                    | Cebu                 | Philippines | Waterfront Cebu City Hotel & Casino     |        |
| 2023  | 23 Avril     | FreenBecky FaBulous FanBoom                                    | Manille              | Philippines | New Frontier Theater                    | [ 29 ] |
| 2023  | 24 Avril     | FreenBecky Aromagicare avec séance de dédicaces                | Manille              | Philippines | New Frontier Theater                    |        |
| 2023  | 4 Juillet    | FreenBecky Grand Fan Meeting by Aromagicare                    | Manille              | Philippines | Araneta Coliseum / Big Dome             | [ 30 ] |
| 2023  | 22 Juillet   | FreenBecky FaBulous FanBoom                                    | Hong Kong            | Chine       | AsiaWorld Expo Runway 11 / Hall 11      | [ 31 ] |
| 2023  | 30 Juillet   | FreenBecky FaBulous FanBoom                                    | Macao                | Chine       | Broadway Theatre                        |        |
| 2023  | 13 - 14 Août | Sarocha Solo Stage Birthday Fan Meeting                        | Bangkok              | Thaïlande   | Indoor Stadium HuaMark                  | [ 32 ] |
| 2023  | 7 Octobre    | FreenBecky Fan Meeting                                         | Chiba                | Japon       | Ichikawa City Cultural Hall             | [ 33 ] |
| 2023  | 25 Novembre  | FreenBecky 1st Fan Meeting                                     | Taipei               | Taïwan      | NTU Sports Center 1F                    | [ 34 ] |
| 2024  | 12 Janvier   | FreenBecky 1st Fan Meeting                                     | Capital de Singapore | Singapore   | Capitol Theatre                         | [ 35 ] |
| 2024  | 30 Mars      | FreenBecky 1st Fan Meeting                                     | Ben Thanh Theater    | Vietnam     | Ho Chi Minh City                        |        |
| 2024  | 27 Avril     | FreenBecky 2024 Fan Meeting                                    | Manille              | Philippines | New Frontier Theatre                    | ,      |
| 2024  | 6-7 Juillet  | Uranus2324 Fancon live à Bangkok                               | Bangkok              | Thaïlande   | MCC Hall lifestore The mall Ngamwongwan | [ 38 ] |
| 2024  | 28 Juillet   | The Loyal Pin Gala Premiere                                    | Bangkok              | Thaïlande   | MCC Hall The Mall LifeStore Ngamwongwan | [ 39 ] |
| 2024  | 17 Août      | Sarocha Solo Stage Birthday Fan Meeting : The Freenairy Oracle | Bangkok              | Thaïlande   | Thunder Dome                            | [ 40 ] |

## Prix et nominations
| Année | Prix                                              | Catégorie | Œuvre nommée | Résultats | Ref.   |
| ----- | ------------------------------------------------- | --- | --- | --------- | ------ |
| 2023  | TPOP STAGE                                        | OST of the Week (Bande Son de la semaine)                                                                                               | « Pink Theory » | Gagné     |        |
| 2023  | TPOP STAGE                                        | OST of the Week (Bande Son de la semaine)                                                                                               | « Whisper » | Gagné     |        |
| 2023  | Mellow POP TOP VIRAL CHART                        | Top Viral Idol Chart Mars 2023 (Top des Idols virals)                                                                                   | Gap: The Series (avec Rebecca Patricia Armstrong)                                                                                              | Gagné     |        |
| 2023  | Kazz Awards 2023                                  | Saowaisai 2022 (3e Place) | | Gagné     |        |
| 2023  | Kazz Awards 2023                                  | Series of the Year (Série de l'année)                                                                                                   | Gap: The Series | Gagné     |        |
| 2023  | Kazz Awards 2023                                  | Popular Female Teenage Award (Prix de la jeune femme la plus populaire)                                                                 | | Gagné     | [ 41 ] |
| 2023  | Kazz Awards 2023                                  | Couple of the Year (Couple de l'année)                                                                                                  | (avec Rebecca Patricia Armstrong) | Gagné     |        |
| 2023  | Maya TV Awards                                    | Song of the Year Award (Prix de la chanson de l'année)                                                                                  | « Pink Theory » | Nommée    |        |
| 2023  | Maya TV Awards                                    | Female Rising Star of the Year (Etoile montante féminine de l'année)                                                                    | | Gagné     |        |
| 2023  | Maya TV Awards                                    | Couple of the Year (Couple de l'année)                                                                                                  | (avec Rebecca Patricia Armstrong) | Gagné     |        |
| 2023  | Nine Entertain Awards                             | People's Choice (Choix du public) | (avec Rebecca Patricia Armstrong) | Gagné     |        |
| 2023  | SEC Awards 2023 (Brazil)                          | The Best Couple Award (Couple préféré dans une série)                                                                                   | Gap: The Series (avec Rebecca Patricia Armstrong)                                                                                              | Gagné     |        |
| 2023  | SEC Awards 2023 (Brazil)                          | Best Asian Series (Meilleure série d'Asie)                                                                                              | Gap: The Series | Gagné     |        |
| 2023  | FEED Y Capital Awards 2023                        | Most Popular Couple (Couple le plus populaire)                                                                                          | (avec Rebecca Patricia Armstrong) | Gagné     | [ 42 ] |
| 2023  | FEED Y Capital Awards 2023                        | Popular Series (Série populaire) | Gap: The Series | Gagné     |        |
| 2023  | Howe Awards 2023                                  | The Best Couple Award (Prix du Meilleur Couple)                                                                                         | (avec Rebecca Patricia Armstrong) | Gagné     |        |
| 2023  | Howe Awards 2023                                  | Hottest Series (Série la plus sexy) | Gap: The Series | Gagné     |        |
| 2023  | Thai Update Awards 2023 (Thailand)                | The Best TV Series (La Meilleure série TV)                                                                                              | Gap: The Series | Gagné     |        |
| 2023  | Thai Update Awards 2023 (Thailand)                | The Most Favorite Young Female Star Groupe A (La star féminine préférée la plus jeune)                                                  | | Gagné     | [ 43 ] |
| 2023  | Superstar Maya Awards 2023                        | Superstar Maya Idol Female (Idole superstar féminine)                                                                                   | | Gagné     |        |
| 2023  | Superstar Maya Awards 2023                        | Superstar Maya Idol Couple (Couple d'Idoles superstar)                                                                                  | (avec Rebecca Patricia Armstrong) | Nommée    |        |
| 2023  | Y Universe Awards 2023                            | The Best Series OST (Meilleure bande-son de série)                                                                                      | « Pink Theory » | Gagné     |        |
| 2023  | Y Universe Awards 2023                            | The Best Couple Awards 2023 (Prix 2023 du meilleur couple)                                                                              | (avec Rebecca Patricia Armstrong) | Gagné     |        |
| 2023  | Y Universe Awards 2023                            | Y Iconic Star | | Nommée    |        |
| 2023  | BreakTudo Awards 2023                             | Shipp de Ficção (Ship d'un couple fictionnel)                                                                                           | MonSam Gap: The Series | Gagné     | [ 44 ] |
| 2023  | GQ Men of The Year 2023 (Thaïlande)               | Nation's Trending Stars (Stars les plus populaire de la Nation)                                                                         | (avec Rebecca Patricia Armstrong) | Gagné     |        |
| 2024  | Sanook Top of the Year Awards 2023                | The Best Couple Award (Prix du meilleur couple)                                                                                         | (avec Rebecca Patricia Armstrong) | Gagné     |        |
| 2024  | Sanook Top of the Year Awards 2023                | Female Rising Star (Etoile montante féminine)                                                                                           | | Gagné     | [ 45 ] |
| 2024  | Sanook Top of the Year Awards 2023                | The Best Series of the Year (Meilleure série de l'année)                                                                                | Gap: The Series | Gagné     |        |
| 2024  | Japan Expo Thailand Award 2024                    | Japan Expo Actors Award (Prix des acteurs de la Japon Expo)                                                                             | (avec Rebecca Patricia Armstrong) | Gagné     |        |
| 2024  | BIC Seven Awards 2024 (Brazil)                    | LGBTQ+ Spotlight | Gap: The Series (avec Rebecca Patricia Armstrong)                                                                                              | Gagné     | [ 46 ] |
| 2024  | 11th Thailand Social Awards                       | Best Creator Performance on Social Media - (Actor & Actress)(Meilleur contenu d'un créateur sur les réseaux sociaux (Acteur & Actrice)) | | Nommée    |        |
| 2024  | Kazz Awards 2024                                  | Couple Of The Year (Couple de l'année)                                                                                                  | (avec Rebecca Patricia Armstrong) | Gagné     |        |
| 2024  | Kazz Awards 2024                                  | Popular Vote (Vote du public) | | Gagné     |        |
| 2024  | Women in Cinema (Les femmes dans le Cinéma)       | Une des six lauréates de la première édition de Women in Cinema (2024)                                                                  | Organisé par le Red Sea International Film Festival (RedSeaIFF) et Vanity Fair Europe en association avec la 77e édition du Festival de Cannes | Gagné     |        |
| 2024  | 20th Kom Chad Luek Awards                         | Best Couple of the Year (Meilleur couple de l'année)                                                                                    | (avec Rebecca Patricia Armstrong) | Gagné     | [ 47 ] |
| 2024  | 20th Kom Chad Luek Awards                         | Most Popular Actress (Actrice la plus populaire)                                                                                        | | Gagné     | [ 48 ] |
| 2024  | Nine Entertain Awards                             | Couple of the Year (Couple de l'année)                                                                                                  | (avec Rebecca Patricia Armstrong) | Gagné     | [ 49 ] |
| 2024  | Nine Entertain Awards                             | People's Choice (Choix du public) | | Nommée    |        |
| 2024  | EFM Fandom Awards                                 | Sissss of the year ( « Sœurs » de l'année)                                                                                              | (avec Rebecca Patricia Armstrong) | Gagné     |        |
| 2024  | Mint Awards 2024                                  | Best Cover of the Year (Meilleure reprise de l'année)                                                                                   | | Gagné     |        |
| 2024  | Mint Awards 2024                                  | Best Digital Cover of the Year (Meilleure reprise numérique de l'année)                                                                 | (avec Rebecca Patricia Armstrong) | Gagné     |        |
| 2024  | FEED Y Capital Awards 2024                        | Most Popular Couple (Couple le plus populaire)                                                                                          | (avec Rebecca Patricia Armstrong) |           |        |
| 2024  | Maya TV Awards 2024                               | Charming Female of the year (Femme la plus glamour de l'année)                                                                          | |           |        |
| 2024  | Maya TV Awards 2024                               | Popular Awards (Prix du public) | |           |        |
| 2024  | Maya TV Awards 2024                               | Couple of the Year (Couple de l'année)                                                                                                  | (avec Rebecca Patricia Armstrong) |           |        |
| 2024  | Howe Awards 2024                                  | Popular Awards (Prix du public) | |           |        |
| 2024  | 2024 Thailand Headlines Person of the Year Awards | Most Series (Série la plus influente de l'année)                                                                                        | Gap: The Series (avec Rebecca Patricia Armstrong)                                                                                              |           |        |
| 2024  | BreakTudo Awards 2024                             | Fandom Internacional do Ano (Fandom international de l'année)                                                                           | (avec Rebecca Patricia Armstrong) |           |        |
| 2024  | BreakTudo Awards 2024                             | Shipp de Ficção (Ship d'un couple fictionnel)                                                                                           | AnilPin : The Loyal Pin |           |        |